# Sherron Mills
Sherron Mills (Salisbury, Maryland, 29 de juliol de 1971-Baltimore, Maryland, 17 de gener de 2016) va ser un jugador de bàsquet nord-americà amb passaport turc que va jugar durant set temporades en diferents lligues europees, com l'ACB, la LNB, la LEGA o la lliga turca. Amb 2,03 metres d'alçada, ho feia en la posició d'aler pivot.

## Trajectòria esportiva

### Universitat
Va jugar durant tres temporades amb els Rams de la Virgínia Commonwealth University, en les quals va obtenir una mitjana de 11,6 punts i 6,8 rebots per partit. És el cinquè màxim taponador de la història dels Rams, amb 134.

### Professional
Va ser triat en la vintè novena posició del 1993 per Minnesota Timberwolves, sent un dels últims descarts de l'equip abans del començament de la temporada 1993-94. Després de veure's sense equip, se'n va anar a jugar a Europa, on desenvoluparia tota la seva carrera. Va jugar dues temporades en el BCM Gravelines de la lliga francesa, d'on va passar el 1995 al Cx Orologi Siena de la lliga italiana, on en la seva única temporada va obtenir una mitjana de 16,8 punts i 11,0 rebots per partit.
El 1996 fitxa pel Galatasaray de la lliga turca, on va jugar durant dues temporades. Després de deixar l'equip per problemes econòmics, fitxa pel TDK Manresa de la Lliga ACB. Allí juga una temporada, va obtenir una mitjana de 15.0 punts i 8,2 rebots per partit. A l'any següent fitxa pel Taugres Baskonia, on va obtenir una mitjana en la seva única temporada de 13,4 punts i 8,0 rebots per partit. Però en una visita a la seva ciutat natal amb el permís del club es va lesionar de gravetat jugant un partit informal, trencant-se la tíbia i el peroné, que va forçar prematurament la seva retirada de les pistes.

## Defunció
Mills va morir el 16 de gener de 2016 en un hospital de Baltimore, a causa de complicacions sorgides de l'esclerosi lateral amiotròfica que patia, a l'edat de 44 anys.